# Takuya Hara
Takuya Hara (japanisch 原 拓也 Hara Takuya; * 4. Juni 1983 in der Präfektur Fukuoka) ist ein ehemaliger japanischer Fußballspieler.

## Karriere
Hara erlernte das Fußballspielen in der Schulmannschaft der Chikuyo High School. Seinen ersten Vertrag unterschrieb er 2002 bei den Júbilo Iwata. Der Verein spielte in der höchsten Liga des Landes, der J1 League. 2004 wechselte er zum Zweitligisten Shonan Bellmare. Für den Verein absolvierte er sechs Ligaspiele. Danach spielte er bei den Shizuoka FC. Ende 2005 beendete er seine Karriere als Fußballspieler.

## Erfolge
Júbilo Iwata
- J1 League

Meister: 2002
Vizemeister: 2003
- Kaiserpokal

Sieger: 2003